# Amorfrutine
Amorfrutine sind eine im Jahr 1981 erstmals beschriebene Stoffklasse natürlich vorkommenden organischen Verbindungen. Sie gehören zur Gruppe der Sekundären Pflanzenstoffe und wurden erstmals im Bastardindigo (Amorpha fruticosa), sowie in der Pflanzenfamilie der Hülsenfrüchtler, namentlich der Süßholzwurzel entdeckt.

## Verbindungen
Die Amorfrutine gehören zu den Hydroxybenzoesäuren mit zusätzlichen Alkoxy- und Alkenylsubstituenten.
| Amorfrutine                         |                                                                            |                                                                                     |                                                                   |
| Allgemeine Struktur der Amorfrutine |                                                                            |                                                                                     |                                                                   |
| Struktur                            |                                                                            |                                                                                     |                                                                   |
| Bezeichnung                         | Amorfrutin A                                                               | Amorfrutin B                                                                        | Amorfrutin 2                                                      |
| IUPAC-Bezeichnung                   | 2-Hydroxy-4-methoxy-3-(3-methyl-2-buten-1-yl)-6-(2-phenylethyl)benzoesäure | 3-(3,7-Dimethyl-2,6-octadien-1-yl)-2-hydroxy-4-methoxy-6-(2-phenylethyl)benzoesäure | 2-Hydroxy-4-methoxy-3-(3-methyl-2-buten-1-yl)-6-pentylbenzoesäure |
| CAS-Nummer                          | 80489-90-3                                                                 | –                                                                                   | –                                                                 |
| PubChem                             | 17950432                                                                   | 24739090                                                                            | 23874497                                                          |
| Summenformel                        | C21H24O4                                                                   | C26H32O4                                                                            | C18H26O4                                                          |
| Molare Masse                        | 340,4 g·mol−1                                                              | 408,5 g·mol−1                                                                       | 306,4 g·mol−1                                                     |

## Eigenschaften
Die Amorfrutine der Süßholzwurzel senken einer Studie zufolge im Tiermodell den Blutzucker durch Steigerung der Insulinsensitivität und wirken antientzündlich. Es wird vermutet, dass der antidiabetische Effekt durch die Aktivierung des PPAR-gamma-Rezeptors (Peroxisom-Proliferator-Aktivierter Rezeptor) erreicht wird. Im Tierversuch waren Amorfrutine außerdem sehr verträglich und nicht leberschädlich.